# Gajaaga
Gajaaga, también conocido como Galam, fue un reino soninké situado en la parte alta del valle del  río Senegal, situado a ambas orillas del Falémé, en la frontera de los actuales Senegal y Malí Limita al norte con el  reino de Futa Toro, al este con Bambuque, y al sur y al oeste con el Bundu. Termina en las cataratas de Félou, donde comienzan las tierras inexploradas. A veces se la denominaba Tierra del oro, que exportaba en grandes cantidades. De hecho, Galam significa oro en wólof. Existió desde antes del año 1000 hasta 1858.  A mediados del siglo XVII, Gajaaga era quizás el Estado más poderoso de la región del alto río Senegal. Controlaba ambas orillas del río, desde la zona de Kayes río abajo hasta Bakel.

## Historia
La dinastía Bacili estableció un estado sucesor del Imperio de Ghana, conservando el culto tradicional a la serpiente de Wagadu. Llegaron a la región desde la Sabana inundada del delta interior del Níger-Bani en algún momento entre los siglos VIII y XI y conquistaron al pueblo soninké nativo 'Gaja', pero su control no se consolidó realmente hasta el siglo XIII. En algún momento, Gajaaga se convirtió en tributaria del Imperio de Malí, permaneciendo así hasta 1506, cuando los ataques del Imperio songhai quebraron el poder maliense en el Sahel.
Con el auge del Deniankes en Futa Toro, Gajaaga se convirtió en un estado tributario nominal a finales del siglo XVI.
En 1690, el clérigo fulani torodbe Malick Sy llegó a Gajaaga buscando un lugar donde practicar su interpretación de la sharía. La tunka le dio el control de una ciudad y, con el tiempo, de toda la zona escasamente poblada de Bundu.  En el siglo XVIII, sin embargo, el poder de Bundu aumentó al capturar tierras de sus antiguos señores, y Gajaaga decayó. Gajaaga también perdió tierras en favor de los reinos de Khasso y Guidimaka. A principios del XVIII sufrieron incursiones de los moros Trarza y Kaarta.

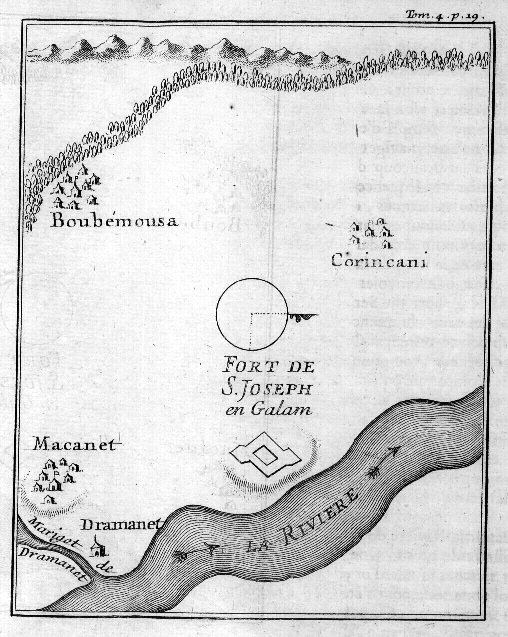
Emplazamiento del fuerte cerca del río (en Nouvelle relation de l'Afrique occidentale de Jean-Baptiste Labat, 1728)

Los franceses construyeron un fuerte en Gajaaga en 1700, de donde procedía la mayor parte de los esclavos con los que se comerciaba desde Saint-Louis en las décadas siguientes. La penetración del comercio de esclavos y la creciente influencia de los marroquís Orman en el valle del río Senegal crearon una agitación social generalizada que afectó a Gajaaga tanto como a sus vecinos. A partir de 1700, el reino sufrió frecuentes disputas sucesorias y guerras civiles que destruyeron la unidad interna de la confederación. Culminaron en 1750 con una invasión de Kaart] y Khasso que, aunque fue derrotada, puso de manifiesto la debilidad de Gajaaga.

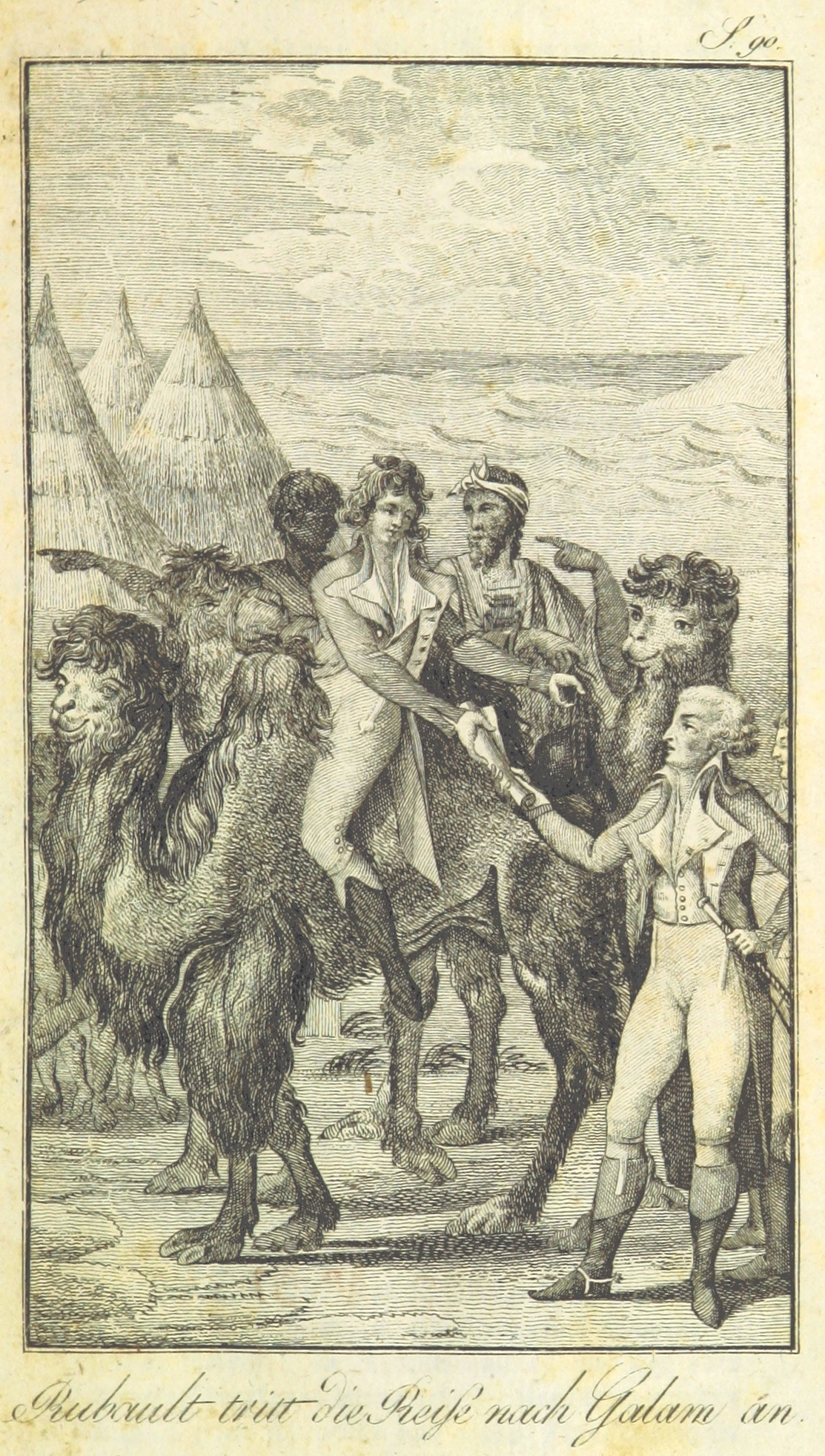
Benoît de Rambaud (1787).

En 1787, la idea de la Compagnie du Sénégal et de la Côte occidentale d'Afrique era volver a desarrollar las actividades del Fuerte de Saint-Joseph, este puesto comercial de Galam, para organizar mejor la trata de esclavos negros y la de goma arábiga, los dos objetos principales que constituían el comercio senegalés, el nuevo comandante de las tropas senegalesas, debía también establecer una especie de protectorado sobre el reino de Gajaaga. El objetivo era crear una base desde la que lanzar expediciones al África Central. La región situada 70 millas más allá de Gajaaga era desconocida para los europeos  y los mapas de la región desde el fuerte de Podor hasta el de Gajaaga eran muy incompletos. Goldbéry, por ejemplo, habla de 240 leguas en lugar de 350 en realidad para ir de Saint-Louis a Gajaaga El objetivo era también pacificar a los moros y convertir a los príncipes negros de los reinos vecinos en aliados de Francia. La compañía le pidió al gobernador que explotara las minas de Bambuque (Sudán francés) país a gran escala. Pero no le dio a Rambaud los medios para lograr sus objetivos.
A principios del siglo XIX dejó de reconocerse la autoridad del jefe elegido, el tonka, y se formaron dos grupos antagónicos: los goye o bajo-galam, al oeste del Falémé, bajo la protección de los bambara, y los kaméra o alto-galam, con la ayuda del reino de Bundu.
Tras una larga ausencia durante la Revolución francesa y las Guerras napoleónicas, los franceses volvieron a establecer un fuerte en Bakel en 1820 y concedieron el monopolio del comercio fluvial a la "Compagnie de Galam" en 1824, todo ello para intentar desviar el comercio de los puestos británicos a lo largo del río Gambia. Aunque se mantenían nominalmente neutrales en los conflictos locales, los franceses presionaban a los gobernantes aumentando o disminuyendo los pagos aduaneros y los regalos, lo que creaba rivalidades entre facciones y aldeas. Las dos tunka de Gooy y Kamera compitieron por el trono de Gajaaga entre 1833 y 1841, y los franceses desempeñaron un papel destacado en su intento de debilitar al poderoso estado de Kaarta. En 1844 los franceses firmaron tratados separados con los líderes de las dos provincias Gooy y Kamera, reconociendo su separación de facto.
La abolición del monopolio de la Compagnie du Sénégal et de la Côte occidentale d'Afrique en 1848 provocó una explosión de nuevos puestos comerciales y aún más conflictos entre los líderes locales por el control del comercio y los ingresos aduaneros resultantes, que la "política de cañoneo" francesa no consiguió apaciguar. Los comerciantes de Saint-Louis exigían cada vez más la conquista como forma de establecer el orden. La amenaza de El Hadj Umar Tall dio al gobernador francés Louis Faidherbe la excusa que necesitaba para hacer lo que pedían. En 1855 se anexionó Bakel y Medina, donde construyó otro fuerte. El fracaso de Tall en 1857 en el Sitio del fuerte de Medina confirmó el poder francés en la región. En 1858 se anexionaron la mitad de Gooy e hicieron del resto un protectorado, poniendo fin a un milenio de dominio bacilli en Gajaaga.

## Gobierno y sociedad

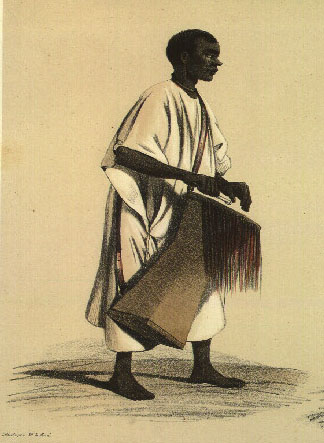
Un griot de Galam (lámina de 1846).

El núcleo del estado estaba formado por dos provincias, Gooy y Kamera, con capitales en Tuabo y Makhaana respectivamente. Cada una de ellas estaba dirigida por un tunka, el más anciano de los cuales gobernaba todo el reino. El tunka era comandante en jefe del ejército y administrador de justicia y tenía derecho a gravar con impuestos a la población, aunque las aldeas conservaron una autonomía considerable al menos hasta la llegada de los europeos. La clase dirigente o dambe contaba con el apoyo de los sakko griots que memorizaban y recitaban su ilustre linaje.
La sociedad de Gajaaga estaba marcada por una compleja serie de jerarquías. Una implicaba a nobles, libres y esclavos; otra distinguía entre nativos y forasteros, musulmanes y animistas, grupos laborales o grado de servidumbre y estatus del amo o patrón en cuestión. A algunos esclavos se les permitía mantener sus nombres y herencias a lo largo de generaciones; otros eran bienes muebles encargados del trabajo doméstico; otros se destinaban a la trata de esclavos. Diferentes grupos sociales vivían en aldeas designadas. Los más destacados eran la aristocracia guerrera animista y los morabitos, y cada familia de estos últimos estaba vinculada por una relación de patrocinio a una de las primeras.
Con el tiempo, los problemas económicos y sociales creados por la penetración europea y el comercio de esclavos condujeron a una guerra casi constante, en gran parte civil. El monopolio de las armas por parte de la aristocracia se tradujo en una mayor opresión de las clases bajas y en una actitud de "todo para el vencedor" en las disputas sucesorias. El declive del comercio de esclavos a principios del siglo XIX eliminó la exportación más importante de Gajaaga, debilitando aún más al estado y allanando el camino para la colonización formal.

## Economía
Gajaaga era un estado ribereño, y gran parte de la economía se basaba en un sistema agrícola dual en el que se plantaba un cultivo en las tierras altas durante la estación lluviosa, mientras que otro se cultivaba en la llanura aluvial cuando la crecida anual del río Senegal disminuía durante la estación seca. De este modo, los habitantes se aseguraban contra la irregularidad de las lluvias. La clase dominante, los morabitos y los hombres libres acomodados tenían esclavos para trabajar sus campos.
En el siglo XVII, Gajaaga era el centro de una extensa diáspora comercial del pueblo soninké que la unía con el Diarra y Tombuctú al este, al sureste con Segú, y al sur con Tanda y el Wuli en el curso superior del río Gambia. Las familias morabitas jula comerciaban con marfil, esclavos, oro y telas tejidas por esclavos que también funcionaban como moneda.
Gajaaga en el siglo XVIII era uno de los estados más conectados con el comercio europeo. Todos los años, cuando subían las aguas, los barcos mercantes partían de Saint-Louis, en la desembocadura del río, y llegaban a Gajaaga hacia septiembre. La temporada comercial duraba unos meses, momento en el que los mercaderes regresaban río abajo y los jula locales comenzaban a aprovisionarse y a prepararse para el año siguiente. Los esclavos, cautivos de las guerras del Imperio de Bamana y del Imanato de Fula Yallon o locales capturados por asaltantes del Sáhara, eran el artículo comercial más importante. Gajaaga proporcionaba la mayoría de los esclavos embarcados en Saint-Louis, así como muchos de los esclavos vendidos a los británicos a lo largo del río Gambia.